# Quercus acutangula
Quercus acutangula — вид рослин з родини букових (Fagaceae), ендемік Мексики.

## Опис
Дерево або кущ заввишки понад 3 метри.

## Середовище проживання
Поширення: Мексика (Герреро).